# Anna Ifkovits Horner
Anna Ifkovits Horner ist eine Schweizer Diplomatin. Sie ist seit 2023 Chefin der Sitzstaatenabteilung der Ständigen Mission der Schweiz bei den Vereinten Nationen und den anderen internationalen Organisationen in Genf.

## Werdegang
Anna Ifkovits Horner war Chefin (mit Botschaftertitel) der Abteilung Eurasien im Staatssekretariat des Eidgenössischen Departements für auswärtige Angelegenheiten (EDA) in Bern, als sie im September 2022 vom Schweizer Bundesrat zur Chefin der Sitzstaatenabteilung der Ständigen Mission der Schweiz bei den Vereinten Nationen und den anderen internationalen Organisationen in Genf ernannt wurde.
Davor war sie stellvertretende Chefin der Abteilung Europa, Zentralasien, Europarat, Organisation für Sicherheit und Zusammenarbeit in Europa OSZE in der Politischen Direktion des EDA in Bern, bevor sie im Dezember 2018 durch den Schweizer Bundesrat zur Chefin derselben Abteilung ernannt worden ist. Für die Ausübung dieser Funktion hat ihr der Bundesrat den Botschaftertitel verliehen.
Ifkovits Horner hält einen Bachelor-Abschluss in Soziologie der Universität Genf und einen Master-Abschluss in Internationalen Beziehungen des Ortega y Gasset University Research Institute der Universität Complutense in Madrid.